# Stephan von Seiboldsdorf

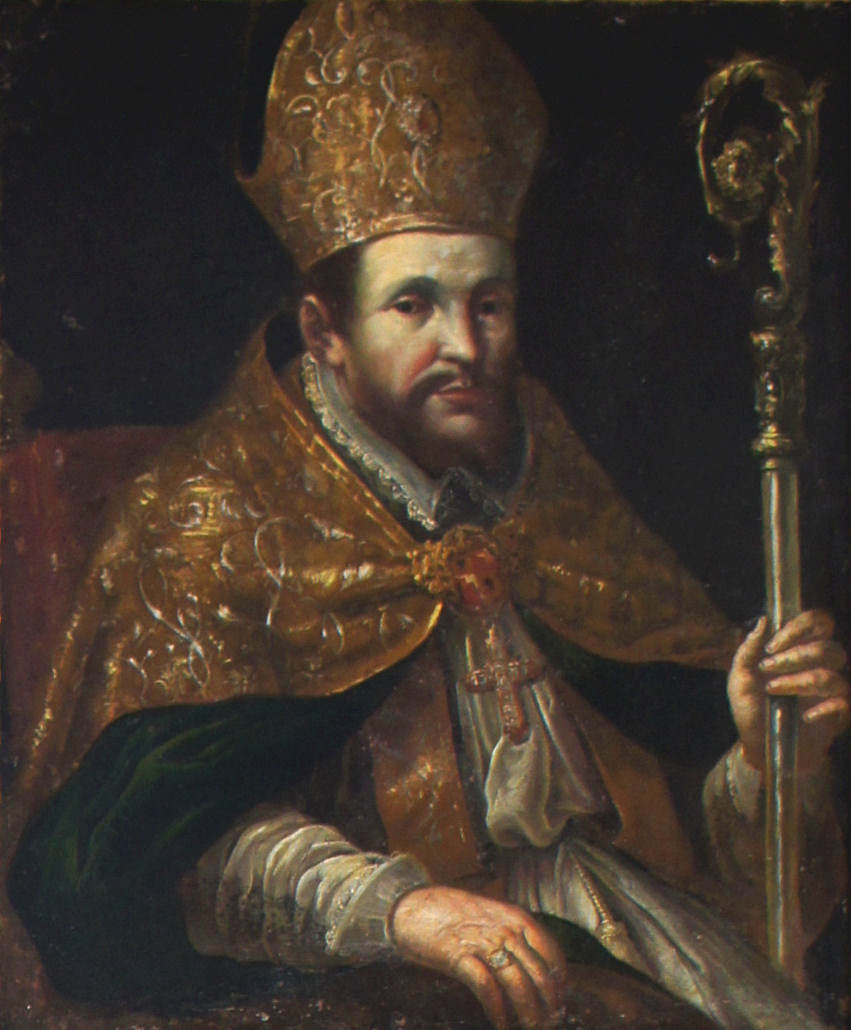
Stephan von Seiboldsdorf auf einem Gemälde im Fürstengang Freising

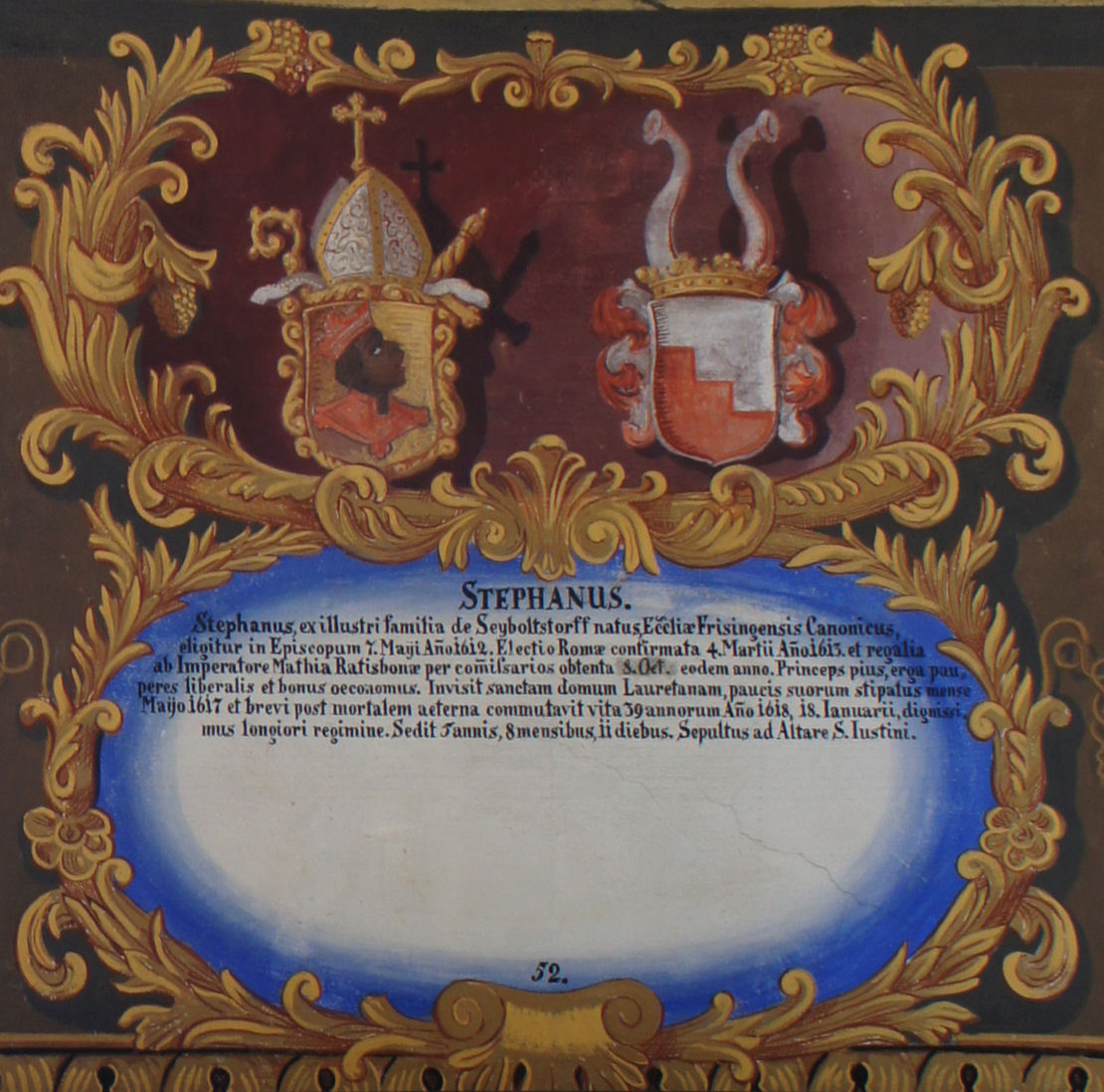
Wappentafel von Stephan von Seiboldsdorf im Fürstengang Freising

Stephan von Seiboldsdorf (* ca. 1580; † 16. Januar 1618 in Freising) war von 1612 bis zu seinem Tod Fürstbischof von Freising.
Sein Vorgänger Ernst von Bayern war nicht nur Fürstbischof von Freising, sondern auch Erzbischof von Köln sowie Bischof von Münster, Lüttich und Hildesheim. Während in allen anderen Bistümern Ferdinand von Bayern Nachfolger Ernst von Bayerns war, wurde Stephan von Seiboldsdorf am 7. Mai 1612 zum Bischof von Freising ernannt. Er starb überraschend schon am 16. Januar 1618 in Freising. 